# Gungnir

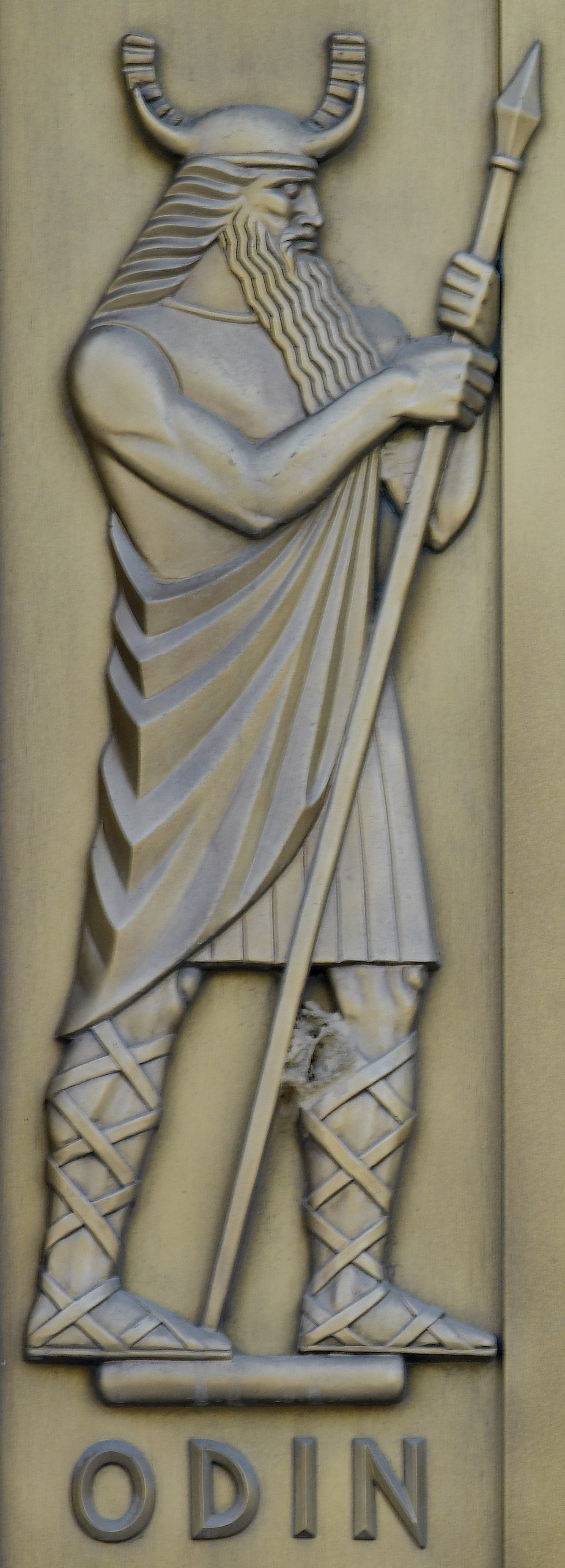
Odin a Gungnirral - Lee Lawrie (1939)

Gungnir (Gungner, jelentése: "a lengő") Odin dárdája a skandináv mitológiában. A hadisten dárdáját - a célt sosem tévesztő, legyőzhetetlen lándzsát - a törpék, Brokk és Sindre készítették, csakúgy, mint Draupnir nevezetű aranygyűrűjét (karpántját) és Sif aranyhaját. Gungnirt Loki kovácsoltatta a törpékkel, Odinnak; hegyére maga a főisten faragott rúnákat. Odinnak tulajdonítják a germánok történelméből ismert hadi szokást, hogy lándzsáját elhajítja az ellenséges sereg felett, így biztosítván a győzelmet. E rituálét csaták kezdetén mindig elvégezték a germán törzsek hadviselői. Gungnirral érkezik maga a háború is a földre, amikor Odin első ízben hajítja el a vánok serege felett, s néha hősöknek is odaadja, hogy azzal biztosítsák a diadalt. Odin a Gungnirral szegezte fel magát kilenc napra az Yggdrasilra, amikor meg akarta szerezni a rúnák bölcsességét.
Erről így szól az Edda:
Függtem, tudom,

a szélfútta faágon,

kilenc éjen át,

dárdával átverve,

Ódinnak áldozva,

áldozva magam magamnak,

odafenn a fán,

gyökere hol támad,

titok mindeneknek.

## Fordítás
- Ez a szócikk részben vagy egészben  a   Gungner című svéd Wikipédia-szócikk fordításán alapul.  Az eredeti cikk szerkesztőit annak laptörténete sorolja fel. Ez a jelzés csupán a megfogalmazás eredetét és a szerzői jogokat jelzi, nem szolgál a cikkben szereplő információk forrásmegjelöléseként.
- Ez a szócikk részben vagy egészben  a   Gungnir című francia Wikipédia-szócikk fordításán alapul.  Az eredeti cikk szerkesztőit annak laptörténete sorolja fel. Ez a jelzés csupán a megfogalmazás eredetét és a szerzői jogokat jelzi, nem szolgál a cikkben szereplő információk forrásmegjelöléseként.